# Holzsußra
Holzsußra ist eine Gemeinde im thüringischen Kyffhäuserkreis. Erfüllende Gemeinde für Holzsußra ist die Stadt Ebeleben.

## Lage
Der ländlich geprägte Ort Holzsußra liegt westlich der Kerngemeinde Ebeleben in einem intensiv genutzten Ackerbaugebiet im äußersten Nordwesten des Thüringer Beckens. Durch den Ort „fließt“ kanalisiert der wasserarme Urbach, der aus Richtung Westen aus dem Ort Urbach kommt. Zwischen diesem und Holzsußra liegt das landschaftlich reizvolle Urtal, ein Trockental.
Die Kreisstraße 4 verbindet den Ort verkehrsmäßig mit Ebeleben im Osten und Peukendorf im Westen.

## Geschichte
Auf steinzeitliche Spuren verweist das Mauerkammergrab von Holzsußra.
Zu Beginn des 9. Jahrhunderts wird Sußra in einem Verzeichnis der von Erzbischof Lullus von Mainz († 786) für das Kloster Hersfeld von Freien verliehenen Gütern erstmals urkundlich als Suzare erwähnt. Kahl fand 842–856 in CE II cap. 40,2 die Bestätigung der frühen urkundlichen Ersterwähnung. Damals wurden womöglich mehrere Ansiedlungen mit dem Namen Sußra gemeint, denn später erhalten die Orte Marksußra und Rockensußra Urkunden zur Ersterwähnung. Neben Bauernhöfen gab es in Holzsußra ein Gut. Bereits im 8. Jahrhundert gab es eine Kapelle, die heutige Saalkirche entstand von 1833/34. Bis 1918 gehörte der Ort im Amt Ebeleben zur Unterherrschaft des Fürstentums Schwarzburg-Sondershausen.

### Einwohnerentwicklung
Entwicklung der Einwohnerzahl (31. Dezember):
| - 1994 - 355 - 1995 - 356 - 1996 - 345 - 1997 - 352 - 1998 - 347 - 1999 - 349 | - 2000 - 332 - 2001 - 329 - 2002 - 327 - 2003 - 319 - 2004 - 325 - 2005 - 325 | - 2006 - 318 - 2007 - 313 - 2008 - 313 - 2009 - 291 - 2010 - 276 - 2011 - 276 | - 2012 - 289 - 2013 - 287 - 2014 - 287 - 2015 - 276 - 2016 - 267 - 2017 - 266 | - 2018 - 262 - 2019 - 265 - 2020 - 265 - 2021 - 263 |

Datenquelle: Thüringer Landesamt für Statistik

## Verkehr
Durch das benachbarte Ebeleben verlaufen die Bundesstraßen B 84 und B 249. Nördlich des Orts liegt die größtenteils stillgelegte Bahnstrecke Greußen–Keula.

## Vereine
- Männergesangverein Holzsußra e. V.: hervorgegangen aus der Liedertafel von 1848. 1945 aufgelöst und einige Jahre später als Volkschor Holzsußra wiedergegründet.
- Jugendinitiative für Holzsußra e. V.: Zusammenschluss von Jugendlichen und „jungen Erwachsenen“ hat sich 1999 die Jugendinitiative für Holzsußra e. V. gegründet.

## Regelmäßige Veranstaltungen
- Fasching, Osterfeuer, Maifest mit Setzen eines Maibaums, Pfingstfest, Sommer am Teich, Kirmes, Oktoberfest, Adventssingen.

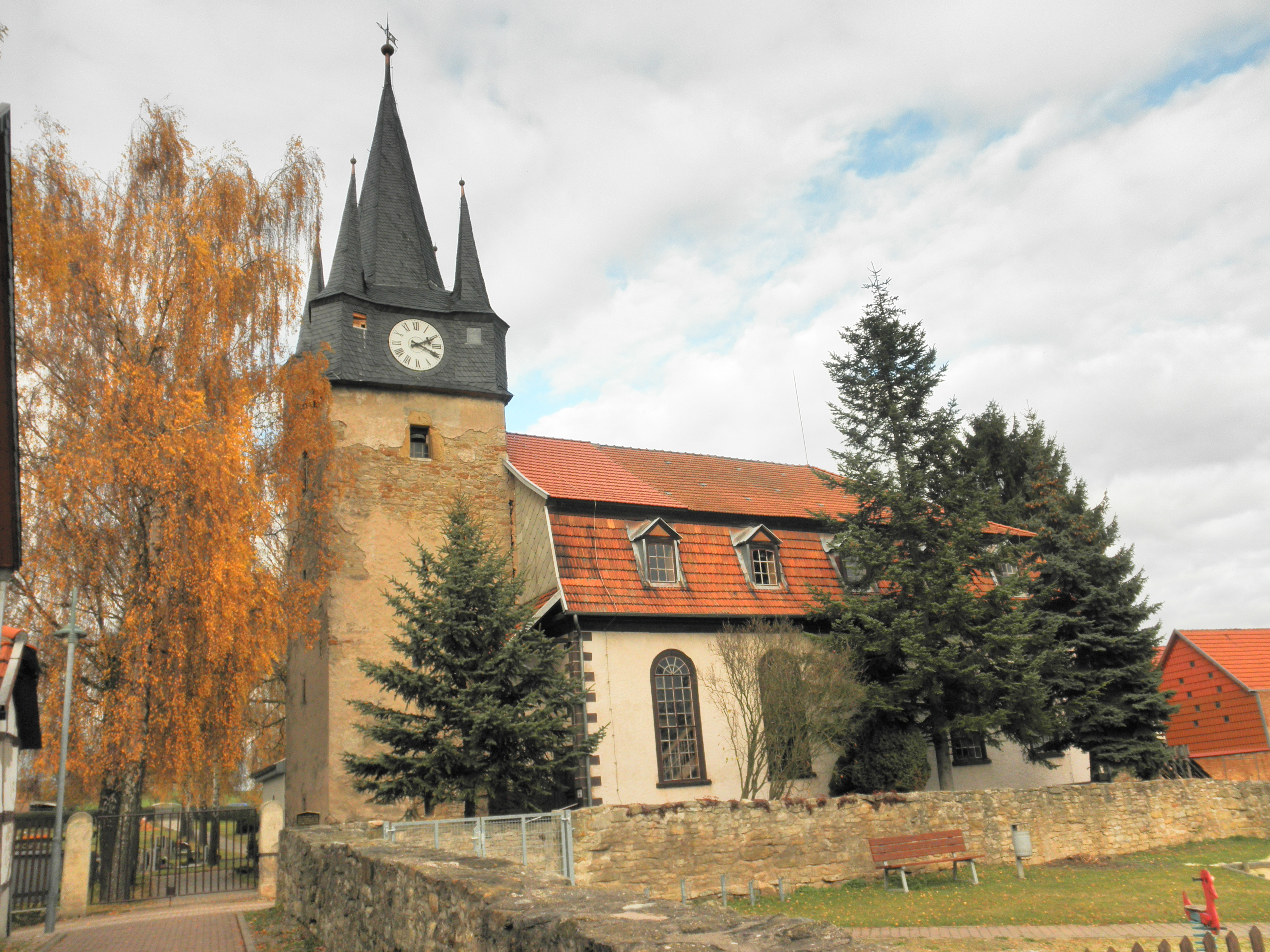
Kirche in Holzsußra
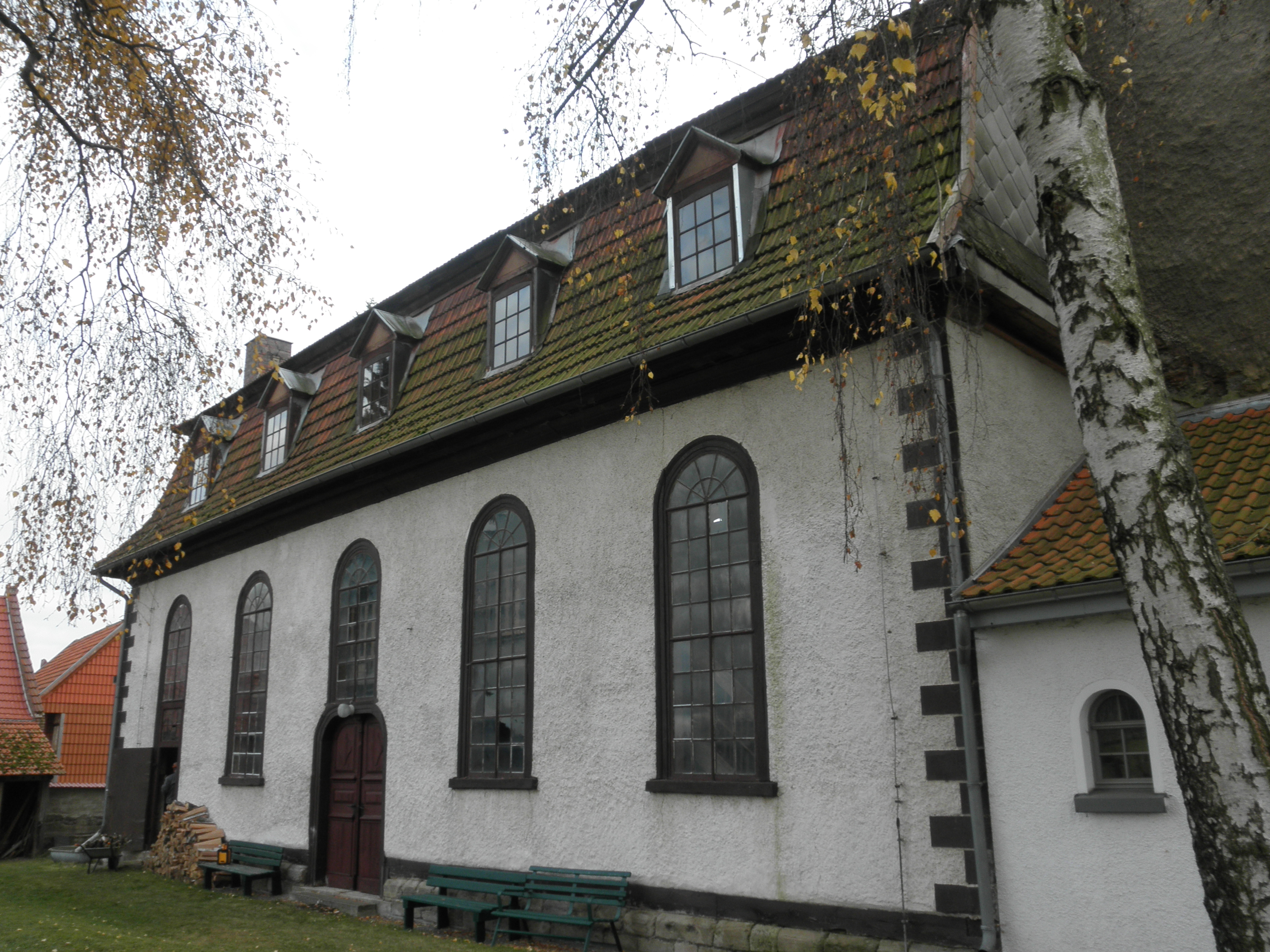
Kirchenschiff von Norden
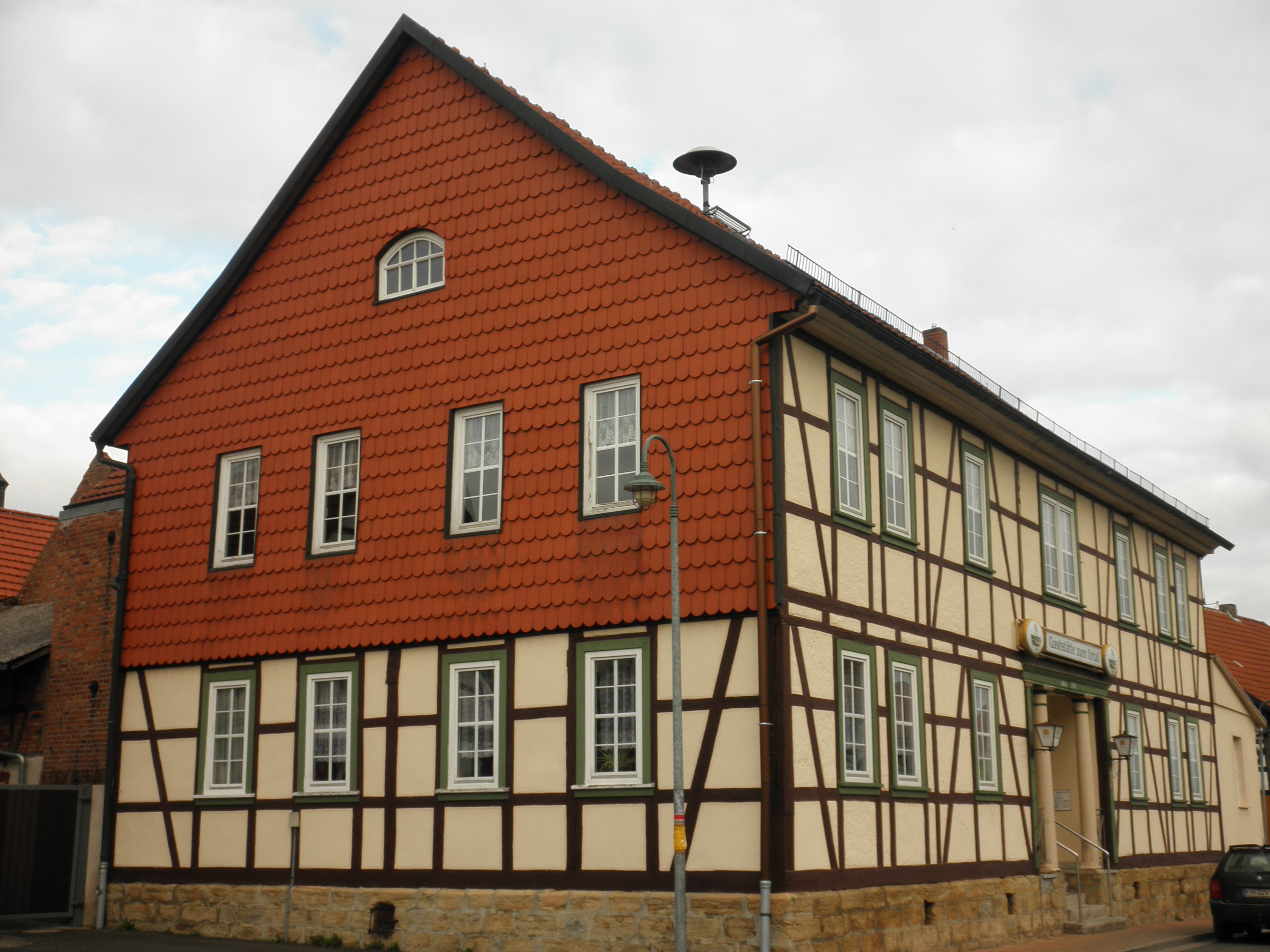
Gasthaus in Holzsußra
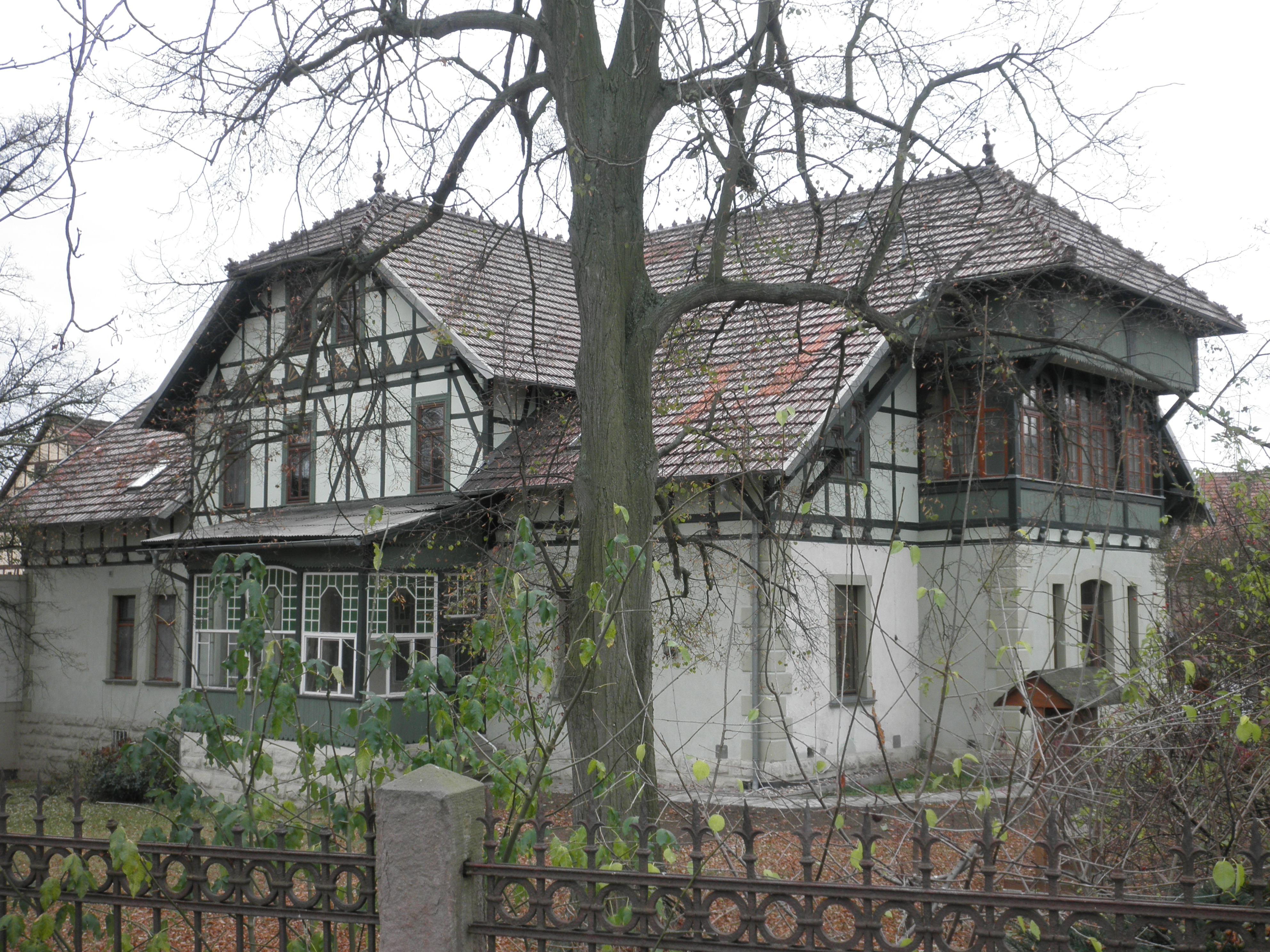
Herrenhaus des früheren Guts